# Raha Moharrak
Raha Moharrak (tiếng Ả Rập: رها محرق) (sinh k. 1986) là người Ả Rập trẻ nhất đồng thời là người phụ nữ đầu tiên của nước Ả Rập Xê Út chinh phục thành công đỉnh Everest. Trước đây, cô đã từng chinh phục các đỉnh núi khác như Kilimanjaro, Vinson Massif, Elbrus, Aconcagua, Kala Pattar, Pico de Orizaba và Iztaccihuatl.

## Đầu đời
Moharrak là con út trong gia đình ba anh chị em ở Jeddah, Ả Rập Xê-út. Cô tốt nghiệp Đại học Mỹ ở Sharjah chuyên ngành tiếp thị truyền thông hình ảnh sau đó theo học tiếp ngành quản trị kinh doanh tại Đại học Synergy, Dubai. Hiện Moharrak sống ở Dubai và theo đuổi ngành thiết kế đồ họa. Vì xuất thân trong một gia đình có tư tưởng bảo thủ ở Ả Rập Xê-út nên theo Moharrak, việc thuyết phục gia đình để theo nghiệp leo núi cũng "khó khăn vất vả tương tự như một ngọn núi vậy".

## Chinh phục đỉnh Everest
Để chinh phục đỉnh Everest, Moharrak đã tập luyện hết sức chăm chỉ. Tháng 2 năm 2013, cô chinh phục thành công đỉnh Aconcagua, đỉnh núi cao nhất Argentina. Ngay sau đó, vào tháng 4 năm 2013, cô đã có mặt ở Nepal để sẵn sàng thực hiện ước mơ chinh phục đỉnh Everest của mình.
Moharrak cùng với 34 người leo núi khác và 29 hướng dẫn viên đã chinh phục đỉnh núi cao nhất thế giới vào ngày 18 tháng 5 năm 2013 từ sườn núi bên phía Nepal sau một đêm leo không ngừng nghỉ từ chỗ cắm trại ở phía nam đỉnh Everest. Nhóm thám hiểm mang tên Arabs with Altitude gồm bốn thành viên, bao gồm Mohammed Al Thani (người Qatar) và Raed Zidan (người Palestine) đã nỗ lực chinh phục đỉnh Everest với mục tiêu quyên góp một triệu đô la cho chương trình giáo dục ở Nepal. Sau chuyến leo núi thành công, đoàn thám hiểm đã viết trên Twitter một dòng trạng thái: "Người phụ nữ Ả Rập Xê Út đầu tiên nỗ lực chinh phục Everest đã lên đến đỉnh!! Cừ lắm Raha Moharrak. Chúng tôi chào mừng cô."
Kể về thành tích của mình, Moharrak cho biết: "Tôi thực sự không quan tâm đến việc là người đầu tiên [chinh phục đỉnh Everest], miễn là việc đó truyền cảm hứng cho ai đó tiếp sau."